# Temporada 1977-78 de los New Orleans Jazz
La temporada 1977-78 fue la cuarta de los New Orleans Jazz en la NBA. La temporada regular acabó con 39 victorias y 43 derrotas, ocupando el séptimo puesto de la Conferencia Este, no logrando clasificarse para los playoffs.

## Elecciones en elDraft
| Ronda | Puesto | Jugador      | Posición | Nacionalidad   | Universidad     |
| ----- | ------ | ------------ | -------- | -------------- | --------------- |
| 2     | 44     | Essie Hollis | Alero    | Estados Unidos | St. Bonaventure |
| 4     | 72     | Dennis Boyd  | Base     | Estados Unidos | Detroit         |

## Temporada regular
| División Central      | División Central | División Central | División Central | División Central | División Central | División Central | División Central | División Central |
| Equipo                | G                | P                | %                | PD               | Casa             | Fuera            | Div              |                  |
| --------------------- | ---------------- | ---------------- | ---------------- | ---------------- | ---------------- | ---------------- | ---------------- | ---------------- |
| y-San Antonio Spurs   | 52               | 30               | .634             | –                | 32–9             | 20–21            | 15–5             |                  |
| x-Washington Bullets  | 44               | 38               | .537             | 8                | 29–12            | 15–26            | 14–6             |                  |
| x-Cleveland Cavaliers | 43               | 39               | .524             | 9                | 27–14            | 16–25            | 9–11             |                  |
| x-Atlanta Hawks       | 41               | 41               | .500             | 11               | 29–12            | 12–29            | 8–12             |                  |
| New Orleans Jazz      | 39               | 43               | .476             | 13               | 27–14            | 12–29            | 8–12             |                  |
| Houston Rockets       | 28               | 54               | .341             | 24               | 21-20            | 7-34             | 6–14             |                  |

## Estadísticas
| Rk | Jugador         | Edad | P  | PT | MP   | TC   | TCI  | %TC  | TL  | TLI | %TL  | RO  | RD   | RT   | AS  | RB  | TAP | BP  | FP  | PTS  |
| -- | --------------- | ---- | -- | -- | ---- | ---- | ---- | ---- | --- | --- | ---- | --- | ---- | ---- | --- | --- | --- | --- | --- | ---- |
| 1  | Truck Robinson  | 26   | 82 |    | 44.4 | 9.1  | 20.5 | .444 | 4.5 | 7.0 | .640 | 3.6 | 12.1 | 15.7 | 2.1 | 0.9 | 1.0 | 3.7 | 3.2 | 22.7 |
| 2  | Pete Maravich   | 30   | 50 |    | 40.8 | 11.1 | 25.1 | .444 | 4.8 | 5.5 | .870 | 1.0 | 2.6  | 3.6  | 6.7 | 2.0 | 0.2 | 5.0 | 2.3 | 27.0 |
| 3  | Gail Goodrich   | 34   | 81 |    | 31.5 | 6.4  | 13.0 | .495 | 3.3 | 4.1 | .795 | 0.9 | 1.3  | 2.2  | 4.8 | 1.0 | 0.3 | 2.5 | 2.3 | 16.1 |
| 4  | Aaron James     | 25   | 80 |    | 26.5 | 5.4  | 10.8 | .497 | 1.5 | 2.0 | .745 | 2.0 | 3.2  | 5.3  | 1.4 | 0.5 | 0.3 | 1.6 | 3.2 | 12.2 |
| 5  | Rich Kelley     | 24   | 82 |    | 25.8 | 3.7  | 7.3  | .505 | 2.7 | 3.5 | .779 | 3.0 | 6.2  | 9.3  | 2.8 | 1.1 | 1.6 | 2.7 | 3.6 | 10.2 |
| 6  | Jim McElroy     | 24   | 74 |    | 23.8 | 3.9  | 8.2  | .473 | 1.7 | 2.3 | .737 | 0.6 | 1.4  | 2.0  | 3.9 | 0.8 | 0.5 | 1.9 | 1.5 | 9.4  |
| 7  | Joe Meriweather | 24   | 54 |    | 23.6 | 3.6  | 7.6  | .472 | 1.6 | 2.5 | .654 | 2.5 | 4.4  | 6.9  | 1.1 | 0.3 | 2.2 | 1.7 | 3.5 | 8.8  |
| 8  | Paul Griffin    | 24   | 82 |    | 22.6 | 2.0  | 4.4  | .447 | 1.4 | 1.9 | .713 | 1.9 | 4.3  | 6.2  | 2.1 | 1.1 | 0.5 | 1.8 | 2.8 | 5.3  |
| 9  | Slick Watts     | 26   | 39 |    | 19.9 | 2.8  | 7.3  | .381 | 1.6 | 2.6 | .602 | 1.0 | 1.5  | 2.5  | 4.1 | 1.4 | 0.4 | 1.9 | 2.5 | 7.2  |
| 10 | Freddie Boyd    | 27   | 21 |    | 17.3 | 2.1  | 5.2  | .400 | 0.7 | 1.0 | .636 | 0.1 | 0.8  | 0.9  | 2.3 | 0.4 | 0.1 | 1.0 | 1.1 | 4.9  |
| 11 | Nate Williams   | 27   | 27 |    | 16.1 | 3.3  | 7.9  | .421 | 1.1 | 1.4 | .838 | 1.0 | 2.3  | 3.3  | 1.3 | 0.8 | 0.4 | 0.9 | 2.3 | 7.8  |
| 12 | Fred Saunders   | 26   | 30 |    | 13.3 | 2.3  | 4.8  | .483 | 0.4 | 0.6 | .632 | 0.9 | 1.6  | 2.5  | 1.2 | 0.5 | 0.3 | 0.7 | 2.4 | 5.0  |
| 13 | Gus Bailey      | 26   | 48 |    | 9.4  | 1.2  | 2.9  | .424 | 0.8 | 1.4 | .552 | 0.9 | 0.8  | 1.7  | 0.8 | 0.4 | 0.3 | 0.7 | 1.0 | 3.2  |

## Galardones y récords
| Jugador        | Galardón                             |
| Pete Maravich  | 2º Mejor quinteto de la NBA All-Star |
| Truck Robinson | All-Star                             |